# Oligophyton
Oligophyton é um género botânico pertencente à família das orquídeas, Orchidaceae. Contém apenas uma única espécie, Oligophyton drummondii, endêmica do Zimbábue.